# Unitat Popular (Grècia)
Unitat Popular (grec: Λαϊκή Ενότητα, Laikí Enótita, abreujat LAE o LE) és un partit polític de Grècia, fundat el 21 d'agost de 2015 per 25 antics membres de la Coalició de l'Esquerra Radical, Síriza, pertanyents al Consell dels Hel·lens, com a resultat del desacord d'aquests parlamentaris amb un tercer «programa de rescat» acordat pel govern del primer ministre Alexis Tsipras amb la Comissió Europea, Mecanisme Europeu d'Estabilització i el BCE, dins el marc de la crisi financera del deute sobirà. Després de la seva fundació, es va convertir immediatament en el tercer partit amb major presència al Parlament. Està presidit per l'exministre d'Energia al govern de Tsipras, Panagiotis Lafazanis i té la intenció de participar en les eleccions parlamentàries de setembre de 2015 de Grècia.
El partit està a favor de la retirada grega de la zona euro —Grexit— i de restablir la dracma com a moneda nacional de Grècia. Segons Stathis Kouvelakis, exmembre del Comitè Central de Síriza i membre fundador d'Unitat Popular, el nou partit treballarà per a una «lluita internacionalista unitària entorn d'objectius comuns a nivell d'Europa i internacional i defensarà sortir de l'OTAN, trencarà els acords existents entre Grècia i Israel, i s'oposarà radicalment a les intervencions i guerres imperialistes».
El nom del partit està inspirat en la Unidad Popular, l'aliança política xilena dirigida per Salvador Allende.

## Resultats electorals

### Eleccions legislatives
| Any       | Líder                | Resultats      | Resultats      | Resultats | Resultats | Pos. |
| Any       | Líder                | Vots           | %              | Escons    | +/−       | Pos. |
| --------- | -------------------- | -------------- | -------------- | --------- | --------- | ---- |
| 2015 (II) | Panagiotis Lafazanis | 155,320        | 2.86%          | 0 / 300   | Nou       | 9è   |
| 2019      | Nikos Houndis        | 15,930         | 0.28%          | 0 / 300   | =         | 13è  |
| 2023 (I)  | Dimitris Stratoulis  | Dins de MeRA25 | Dins de MeRA25 | 0 / 300   | =         | 8è   |
| 2023 (II) | Dimitris Stratoulis  | Dins de MeRA25 | Dins de MeRA25 | 0 / 300   | =         | 9è   |

### Eleccions europees
| Parlament Europeu | Parlament Europeu    | Parlament Europeu | Parlament Europeu | Parlament Europeu | Parlament Europeu | Parlament Europeu |
| Any               | Líder                | Vots              | %                 | Escons            | +/−               | Pos.              |
| ----------------- | -------------------- | ----------------- | ----------------- | ----------------- | ----------------- | ----------------- |
| 2019              | Panagiotis Lafazanis | 31,671            | 0.56%             | 0 / 21            | Nou               | 22è               |
| 2024              | Dimitris Stratoulis  | Dins de MeRA25    | Dins de MeRA25    | 0 / 21            | =                 | 9è                |